# Hvis jeg skrev dig en sang
Hvis jeg skrev dig en sang er det andet studiealbum fra den danske sanger og sangskriver Xander, der udkommer den 5. november 2012 på ArtPeople. Albummets første single, "Over alle bjerge" udkom den 14. september 2012.

## Spor
| #   | Titel                                                        | Tekst                                                | Musik                                                                               | Producer(e)                               | Længde |
| --- | ------------------------------------------------------------ | ---------------------------------------------------- | ----------------------------------------------------------------------------------- | ----------------------------------------- | ------ |
| 1.  | "Guld og diamanter"                                          | Xander Linnet                                        | X. Linnet                                                                           | Marcus Linnet, Xander Linnet              | 4:33   |
| 2.  | "Når solen den går ned" (featuring Outlandish)               | X. Linnet, Isam Bachiri, Lenny Martinez, Waqas Qadri | X. Linnet                                                                           | Marcus Linnet, Xander Linnet              | 4:23   |
| 3.  | "Hvis jeg skrev dig en sang"                                 | X. Linnet                                            | X. Linnet                                                                           | Marcus Linnet, Xander Linnet              | 4:38   |
| 4.  | "Mit hjerte brænder" (featuring Nadia Gattas)                | X. Linnet                                            | Daniel 'Obi' Klein, Tim McEwan, X. Linnet, Claus Nielsen, Tommy Braun, Nadia Gattas | DEEKAY                                    | 3:56   |
| 5.  | "Min øjesten"                                                | X. Linnet                                            | X. Linnet                                                                           | Marcus Linnet, Xander Linnet              | 4:30   |
| 6.  | "Føler for dig" (featuring Coco O)                           | X. Linnet                                            | X. Linnet                                                                           | Marcus Linnet, Xander Linnet              | 3:36   |
| 7.  | "Kom med mig hjem" (featuring Kesi)                          | X. Linnet, Oliver Chambuso                           | X. Linnet, Lasse "Pilfinger" Kramhøft                                               | Lasse "Pilfinger" Kramhøft, Xander Linnet | 4:08   |
| 8.  | "Du skal aldrig lede mere" (featuring Svenstrup & Vendelboe) | X. Linnet                                            | Kasper Svenstrup, Thomas Vendelboe, X. Linnet                                       | Svenstrup & Vendelboe                     | 6:05   |
| 9.  | "Ingen ved"                                                  | X. Linnet                                            | X. Linnet                                                                           | Atilla Dogan                              | 3:32   |
| 10. | "Over alle bjerge"                                           | X. Linnet                                            | X. Linnet                                                                           | Marcus Linnet, Xander Linnet              | 4:24   |